# Bur (by)
 For alternative betydninger, se Bur. (Se også artikler, som begynder med Bur)
Bur er en lille stationsby i det nordlige Vestjylland med 219 indbyggere  (2024). Bur er beliggende syv kilometer øst for Vemb og 12 kilometer vest for Holstebro.
Byen ligger i Region Midtjylland og hører under Holstebro Kommune. Bur er beliggende i Bur Sogn.
Bur Station er station på Den vestjyske længdebane. Bur Kirke er beliggende i byen.
I Bur kan man finde Børnehuset Krudttønden (pulje institution som har vuggestue og børnehave i nye bygninger fra 2015), Den grønne BUrTIK, Bur VVS- & smedeværksted, Bur mini- & turistbusser, Bur tømmerforetning, Bur forsamlingshus & Jyden-Bur.